# Jagdish Bhagwati
Jagdish Natwarlal Bhagwati (in hindi: जगदीश भगवती; Bombay, 26 luglio 1934) è un economista indiano naturalizzato statunitense.

## Biografia
Figlio del giudice indiano Natwarlal Bhagwati e fratello minore del giudice Prafullachandra Bhagwati, frequentò il liceo Saint Xavier ed entrò al collegio Sydenham, conseguendo il baccellierato in economia e commercio. Successivamente venne ammesso al collegio Saint John, laureandosi nel 1956 in economia all'Università di Cambridge.
Dopo un periodo di studio, tra il 1957 e il 1959, al collegio Nuffield, tornò nel 1961 in India in qualità di assistente universitario prima all'Istituto indiano di statistica e poi, dal 1962, alla Facoltà di economia dell'Università di Delhi, dove insegnò commercio internazionale. Nel 1967, avendo come relatore Charles Kindleberger, ottenne il dottorato all'Istituto tecnico del Massachusetts, che nel 1968 gli affidò la cattedra di economia politica.
Nel 1980 fu nominato professore ordinario alla cattedra di economia politica all'Università della Columbia.
È membro dell'accademia statunitense delle scienze e del centro studi statunitense di affari esteri.

## Pensiero e attività accademica
Ha preso posizione sulle principali scelte economiche del sub-continente indiano, estendendo poi la sua riflessione a tutto lo scenario macroeconomico mondiale.
Sostenitore del libero commercio e della globalizzazione, ritiene che quest'ultima aiuti i paesi poveri a innalzare il loro tenore di vita. Gli Stati dovrebbero aprire i propri confini al libero scambio di beni e servizi fissando d'altro canto regole per le economie nazionali.
Ha accusato l'Organizzazione mondiale del commercio di proteggere in misura eccessiva la proprietà intellettuale e i brevetti, tutte misure che svantaggiano i paesi poveri.

## Opere
- Jagdish Bhagwati, L'economia dei paesi sottosviluppati, traduzione di Silvia De Cesaris, Milano, il Saggiatore, 1966.
- Jagdish Bhagwati, Protezionismo, prefazione di Fabrizio Onida, Milano, Etas Libri, 1990.
- Jagdish Bhagwati, Elogio della globalizzazione, traduzione di Sandro Liberatore, Roma-Bari, Editori Laterza, 2005.
- Jagdish Bhagwati, Contro il protezionismo, traduzione di Sandro Liberatore, Roma, Editori Laterza, 2006.